# América (automòbil)

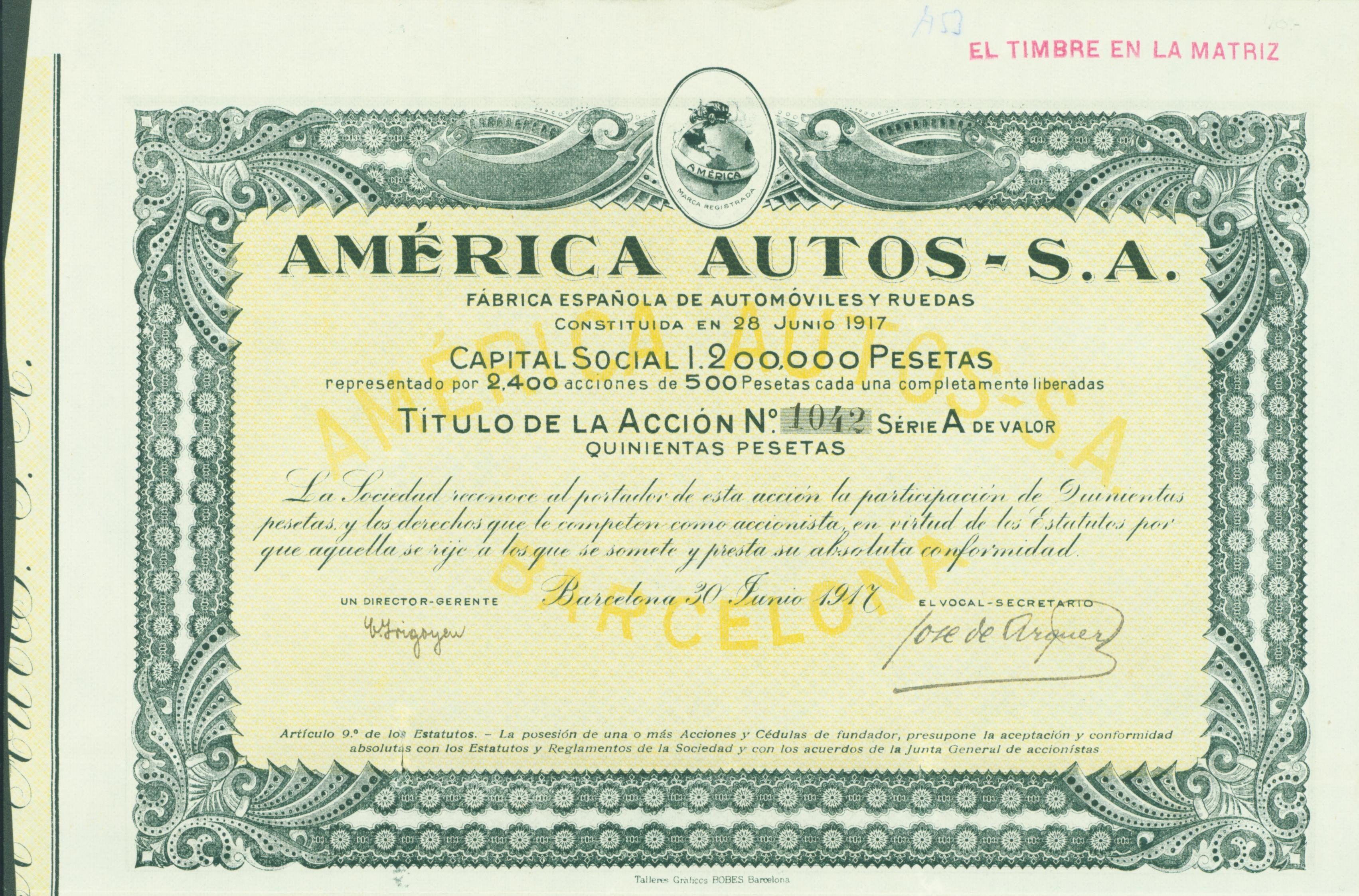
Acció emesa per l'empresa a data de 30 de juny dw 1917.

América fou una marca catalana d'automòbils, fabricats per l'empresa América Autos. Sociedad Española de Automóviles y Ruedas, SA (América Autos, SA) a Barcelona entre 1917 i 1922. L'empresa era continuadora de l'anterior Irigoyen, Pladellorens y Pazos, establerta pels tres socis el 1913, i va canviar de denominació social amb la intenció de fabricar automòbils. Tenia la seu al número 605 del carrer Consell de Cent i la fàbrica-taller al número 588 del mateix carrer.

## Història
El director general i alhora director tècnic d'Amèrica Autos era l'enginyer Manuel Pazos, responsable de nombroses patents. Un dels seus primers dissenys fou una roda elàstica que mirava de substituir el pneumàtic amb càmera, per bé que l'invent no va tenir gaire acceptació per problemes tècnics. Un altre disseny seu va ser un tipus de distribució dels motors en què les vàlvules eren substituïdes per uns anomenats "distribuïdors tronc-cònics rotatius". La representació general de la firma fou confiada a Arcadi de Bobes, qui tenia un saló d'exposició al número 30 del carrer Balmes on també comercialitzava els cotxes francesos Hurtu i els camions britànics Dennis.
El 1917, la firma va presentar el seu primer model amb marca "América", el Tipo A, equipat amb un motor de quatre cilindres. El model incorporava entre altres novetats l'esmentat sistema de distribució, carburador i canvi de marxes sincronitzats de disseny propi (la primera construïda a l'estat espanyol), un sistema de greixatge a pressió i un original sistema de ballestes i suspensió patentats. S'oferia com a opció la roda elàstica (de sèrie, el cotxe en duia de convencionals). Malgrat totes aquestes innovacions, el Tipo A no va tenir èxit comercial.
El fracàs del Tipo A va obligar l'empresa a replantejar-se la línia de negoci i el 1919 va presentar el Tipo B, un petit autocicle convencional guarnit amb una carrosseria confeccionada per Alfons Lucas, carrosser industrial amb tallers al carrer Còrsega número 345 de Barcelona. El Tipo B es presentà al Saló de l'Automòbil de Barcelona de 1919, obtenint una bona acceptació. L'autocicle obtingué bons resultats en curses com ara la Prova de Regularitat del RMCC, el I Trofeu Armangué o el Gran Premi Penya Rhin de 1922 (on pilotat per Gilbert Dutrieu fou el més ràpid als entrenaments).
El 1921 aparegué el Tipo C, basat en el B i destinat a la competició, del qual només se'n va arribar a fabricar un exemplar. La carrosseria era obra també d'Alfons Lucas. Finalment, el 1922 la fàbrica va tancar les portes.